# Ibrahim Muteferrika
İbrahim Müteferrika (n. 1674, Cluj - d. 1745 İstanbul, Turcia) a fost un diplomat, tipograf, editor, gravor, scriitor și traducător otoman cu origini maghiare. Este persoana care a înființat prima tipografie din Imperiul Otoman.

## Biografie
Datele care există în momentul de față cu privire la viața, familia și numele pe care l-a avut İbrahim Müteferrika până la ocuparea funcțiilor în slujba Imperiului Otoman nu pot fi afirmate cu exactitate. Din această cauză, mai mulți cercetători au simțit nevoia să analizeze mai îndeaproape puținele informații legate de viața, educația și religia sa, însă se susține faptul că s-a născut în anul 1674 sau poate chiar cu trei-patru ani mai devreme, în orașul Kolozsvar, azi Cluj, și că a urmat studii teologice, fără a se ști în mod clar în numele cărei religii, dar potrivit mai multor surse, cel mai probabil, doctrinei calvine.
În anul 1691 a participat la războiul condus de principele maghiar Imre Thököly împotriva locuitorilor orașului Nemce, Slovacia. În vremea acestui masacru, İbrahim Müteferrika a devenit prizonierul unor soldați de razie și a fost adus la Istanbul, unde s-a convertit la islam pentru a putea fi eliberat, apoi a luat numele de Ibrahim.

### Pozițiile și rolul lui İbrahim Müteferrika în Imperiul Otoman
La scurt timp de la sosirea la Istanbul și de la convertire, a început să se remarce pentru vastele cunoștinte în diverse domenii, inclusiv în ceea ce privește limba și legile otomane, fapt ce a condus la primirea funcției de müteferrika (slujbaș aflat în apropierea sultanului, vizirului sau a altor persoane importante din stat)  pe 18 aprilie 1716. 

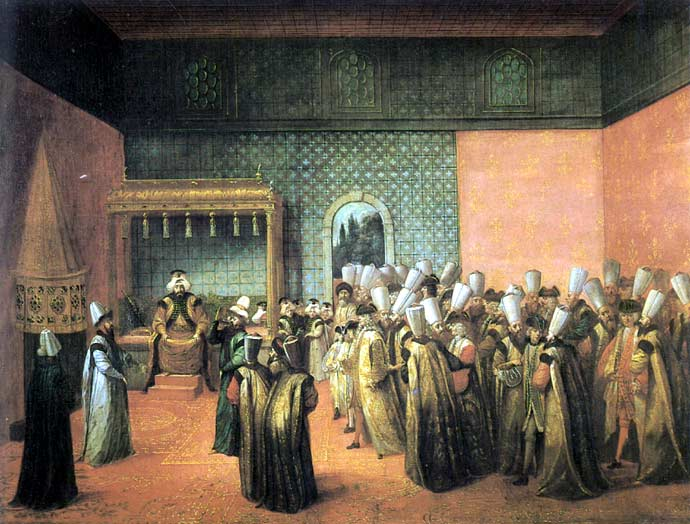
Sultan Ahmet al III-lea, în întâmpinarea ambasadorului francez Vicomte d'Andrezel, la Palatul Topkapî.

Pentru că știa limba latină, limba maghiară, limba arabă și limba persană a devenit un pilon al statului, în vremea sultanilor Ahmet al III-lea și Mahmud I aproape fiecare abilitate i-a fost pusă în practică în domenii precum diplomație, traducere, serviciu personal al sultanilor și vizirilor, găzduirea diverselor persoane de vază. Cu toate acestea, Müteferrika a fost mai degrabă un istoric, om de știință, scriitor și tipograf. Până să ocupe această înaltă funcție, se cunoaște faptul că a făcut parte din corpul 42 al spahiilor, cel mai strălucit corp al cavaleriei otomane, cu o rentă zilnică de 29 de „accele”. Pe când se afla în această poziție, a dus la Viena scrisoarea sultanului cu privire la problema Morei, unde a avut ocazia să se întâlnească cu principele Eugen de Savoia. În anul 1716, a fost trimis la Belgrad ca traducător pentru maghiarii adunați împotriva locuitorilor orașului Nemce, pentru ca după semnarea Păcii de la Passarowitz (2 iulie 1718), să fie ales tălmaciul principelui maghiar Francisc Rákóczi al II-lea, aflat pe atunci la Tekirdağ. Și-a desfășurat această activitate până în anul 1735 , anul morții principelui care, extrem de mulțumit de slujitorul său, înainte să moară i-a trimis o scrisoare marelui-vizir Ali Pașa, prin care își recomanda în mod expres „loialul tălmaci”. Müteferrika a deținut atribuții politice și după acest moment. În anul 1737, a participat la negocierile făcute în scopul reînnoirii tratatului cu Polonia, un an mai târziu s-a aflat în fruntea întâlnirilor de predare a cetății Orșova, turcilor. În anul 1745, a pus bazele unei fabrici de hârtie la Yalova, aducând din Polonia persoane abilitate în acest domeniu. Müteferrika, care deja obosise și înaintase în vârstă, a murit în anul 1747, fiind mai întâi îngropat în cimitirul Aynalıkavak, urmând ca în anul 1942 să fie deshumat și îngropat în lăcașul Mevlevi din Galata.
Ibrahim era probabil familiar cu aproape toate tipurile de științe noi din Occident, iar datorită acestui fapt, știindu-le importanța, s-a dedicat introducerii acestor științe și în Imperiul Otoman. Pentru a putea asigura deșteptarea la nivel cultural a otomanilor, a scris mai multe cărți cu subiecte diferite, de la filozofie, la astronomie, dar în special, geografie. Este cunoscut drept primul autor european care a scris o carte cu privire la reformele care trebuie luate în imperiu, operă care poartă numele de "Usul al-Hikam fi Nizam al-Umam", văzută ca o versiune de secol XVIII a tradiționalului gen islamic "Nasihatnâme"  și în care este utilizată formula "Nizâm-i Cedid", care ar putea desemna toate reformele care au avut loc în timpul domniei lui Selim al III-lea (1789-1807), dar și o cale de a explica motivele care au stat în spatele succesului neașteptat pe care l-au avut armatele austriece pe câmpul de luptă otoman." Prin Ibrahim Müteferrika, conducerea otomană s-a bucurat nu numai de reformele de la nivel militar, ci și de înnoiri pe plan administrativ și cultural, prin înființarea primei tipografii turce din Imperiul Otoman.

## Pătrunderea tipografiilor în Imperiul Otoman
Până la înființarea în anul 1727 a primei tipografii turcești din Imperiul Otoman, de către Ibrahim Muteferrika, în granițele statului funcționaseră 37 de tiparnițe, conduse de diverse minorități, încă de la sfârșitul secolului al XV-lea. Primii care au adus tipografia pe pământ otoman, mai precis, la Istanbul, au fost evreii, în anul 1494. Aceștia au mai pus bazele unor tipografii și în Salonic, Edirne și Izmir, iar cărțile tipărite de ei erau scrise în limba ebraică, limba spaniolă, limba greacă sau limba latină, în această privință cele în limba arabă sau în limba turcă fiind interzise.
Remarcați în domeniul tipografic s-au făcut și armenii, primul tipograf armean, Abgar, instruit în acest domeniu la Veneția, a construit o tipografie la Istanbul, în anul 1565. Din acel moment, prin intermediul tipografiei, foarte răspândită printre armeni, pe lângă cărți au început să se tipărească și ziare sau reviste. Soarta acestor tipografii nu avea să fie una prea strălucită din cauza implicărilor politice, sfârșind să fie închise de către stat sau distruse de incendii.

## Prima tipografie turcă din Imperiul Otoman
După semnarea Păcii de la Passarowitz, statul otoman a pășit spre o nouă perioadă, marcată de personalitatea sultanului Ahmet al III-lea (anii domniei: 1703-1730) și a marelui-vizir Nevșehirli Damat Ibrahim Pașa (m.1730), perioadă cunoscută sub numele de Epoca Lalelei, sau chiar Epoca Renașterii otomane. De fapt, este momentul în care statul otoman conștientizează rămânerea în urmă sub raport cultural, artistic, științific și social față de civilizațiile occidentale. Din această cauză, Imperiul Otoman a simțit nevoia cunoașterii îndeaproape a acestei forțe, lăsându-și la o parte indiferența manifestată în trecut. În aceste condiții, va avea loc și trimiterea lui Mehmet Çelebi al 28-lea, primul ambasador al Imperiului Otoman la Paris, cu scopul de a analiza civilizația franceză, stilul vestimentar și de viață, precum și mijoacele educaționale, și mai apoi, de a prezenta un raport referitor la inovațiile ce pot fi aplicate în stat. Sait Mehmet Efendi, fiul lui Mehmet Çelebi, care este considerat a fi primul vorbitor otoman de limbă franceză, a fost uimit de ușurința cu care erau multiplicate cărțile în Paris, cu ajutorul tipografiilor, astfel și-a propus să deschidă o tiparniță la întoarcerea la Istanbul. Îl întâlnește pe Ibrahim Müteferrika, căruia îi prezintă schițele și se hotărăsc să pună bazele în anul 1727 a ceea ce avea să devină prima tipografie turcă din Imperiul Otoman.

### Demersurile înființării tipografiei
În anul 1726, Müteferrika a scris un tratat intitulat Vesilet – üt – tıbâa, prin care prezintă beneficiile și necesitatea fondării unei tipografii, într-o astfel de perioadă: 
- Multiplicarea cărților importante (dicționare, istorie, geografie, administrația statului) este foarte benefică poporului și oamenilor luminați.
- Tipărirea prețioselor opere scrise încă din vremea fondării statelor islamice va asigura răspândirea acestor cărți printre musulmani.
- Textele cărților tipărite vor fi ușor de citit și scrise în mod corect și ordonat.
- Tipărirea este un lucru profitabil, cu efortul necesar scrierii unei cărți într-un singur volum se vor putea tipări mii de cărți. Toți vor profita de pe urma ieftinirii cărților.
- Punerea de indexuri la începutul și sfârșitul cărților va asigura găsirea mai cu ușurință a informațiilor dorite.
- Și populația rurală va putea beneficia de cărți, prin prețul lor scăzut.
- Va contribui la deschiderea de biblioteci în orașe și la procurarea mai facilă a cărților
- Prin războaiele duse, sultanii otomani au mărit onoarea islamului, iar prin intermediul publicării cărților vor deservi musulmanilor
- Europenii au conștientizat importanța cărților de arabă, persană și turcă, dar cărțile tipărite de ei sunt pline de greșeli. Însă în viitor, pot găsi oameni pricepuți în acest domeniu, tipărind în mod corect creațiile orientale și trimițându-le în țările islamice, vor putea scoate bani frumoși din acest lucru. Noi trebuie să acționăm înaintea lor
- În țara noastră deja există posibilitatea tipăririi. Comunitățile devenite musulmane au nevoie de cărți. Acceptarea tipografiei și a tipăririi operelor va crește onoarea statului.[13]

După ce i-a prezentat acest tratat sadrazamului Ibrahim Pașa, Müteferrika s-a bucurat de susținerea acestuia, dar pentru a se pune bazele tipografiei la Istanbul era nevoie de o pregătire socială, mai ales din cauza faptului că numeroșii caligrafi își câștigau pâinea din această muncă. Müteferrika îl întreabă pe Șeyhülislam Yenișehirli Abdullah Efendi dacă cineva care ar spune că știe foarte bine arta de a tipări, că folosind câte o matriță pentru cărți de logică, astronomie, fizică și altele poate obține copii ale acestor cărți, ar primi permisiunea de a tipări cărți în acest mod. Acesta îi răspunde că astfel s-ar putea obține mult mai ușor multiplicarea cărților și la un preț mai mic, doar că mai întâi ar trebui găsite câteva persoane care să poată corecta cele scrise. Cu aceste cuvinte, Müteferrika a putut pune bazele mult-doritei tiparnițe chiar în propria casă, cu condiția netipăririi cărților religioase.

### Cărți tipărite
İbrahim Müteferrika a tipărit în tiparnița înființată de el însuși în total 17 cărți :
1. Kitab-ı Lügat-ı Van Kulu (Sihah El-Cevheri), în două volume, 1729
2. Tuhfet-ül Kibar fi Esfar el-Bihar, 1729
3. Tarih-i Seyyah, 1729
4. Tarih-i Hind-i Garbi, 1730
5. Tarih-i Timur Gürgan, 1730
6. Tarih-I Mısr-i Kadim ve Mısr-i Cedid, 1730
7. Gülșen-i Hülefa, 1730
8. Grammaire Turque, 1730
9. Usul el-Hikem fi Nizam el-Ümem, 1732
10. Fiyuzat-ı Mıknatısiye, 1732
11. Cihan-nüma, 1732
12. Takvim el-Tevarih, 1733
13. Kitab-ı Tarih-i Naima, în două volume, 1734
14. Tarih-i Rașid, în trei volume, 1735
15. Tarih-i Çelebizade, 1741
16. Ahval-i Gazavat der Diyar-ı Bosna, 1741
17. Kitab-ı Lisan el-Acem el Müsemma bi-Ferheng-i Șuuri, în două volume, 1742 [5]

## Activitatea literară a lui İbrahim Müteferrika
İbrahim Müteferrika nu s-a rezumat la fondarea primei tipografii turce, ci a încercat să-i dea viață. El însuși a ales cărțile pe care le-a tradus, adunat și scris. A dat o nouă formă cărților prin adăugarea de prefațe, indexuri sau apendice, prin desenarea hărților, ocupându-se și de părțile tehnice. A tradus din latină o carte de geografie intitulată Mecmua-i Heyetü'l-Kadime ve'l-Cedide. Are și cinci hărți: o hartă a Mării Marmara, una a Mării Negre (Bahriye-i Bahr-i Siyah) – 1724, una a Iranului (Memalik-i Iran) – 1729, una a Egiptului și una a Asiei Mici.

## După moartea lui İbrahim Müteferrika
Moartea lui İbrahim Müteferrika, survenită la doar trei ani de la tipărirea cărții Ferheng-i Șuuri, va conduce la stagnarea activității tipografice. În anul 1755, ginerele său, Ibrahim Efendi reușește doar să retipăreacă dicționarul Van Kulu. Apoi, după aproximativ 30 de ani de inactivitate a fost cumpărată de către Beylikçi Rașid și Vak’a–nüvis Vasıf Efendi, tipărindu-se cărțile intitulate Sâmi, Suphi ve Șakir tarihleri și Izzî Tarihi, apoi și-a continuat activitatea, în ciuda unor mici întreruperi.